# Рисувалка

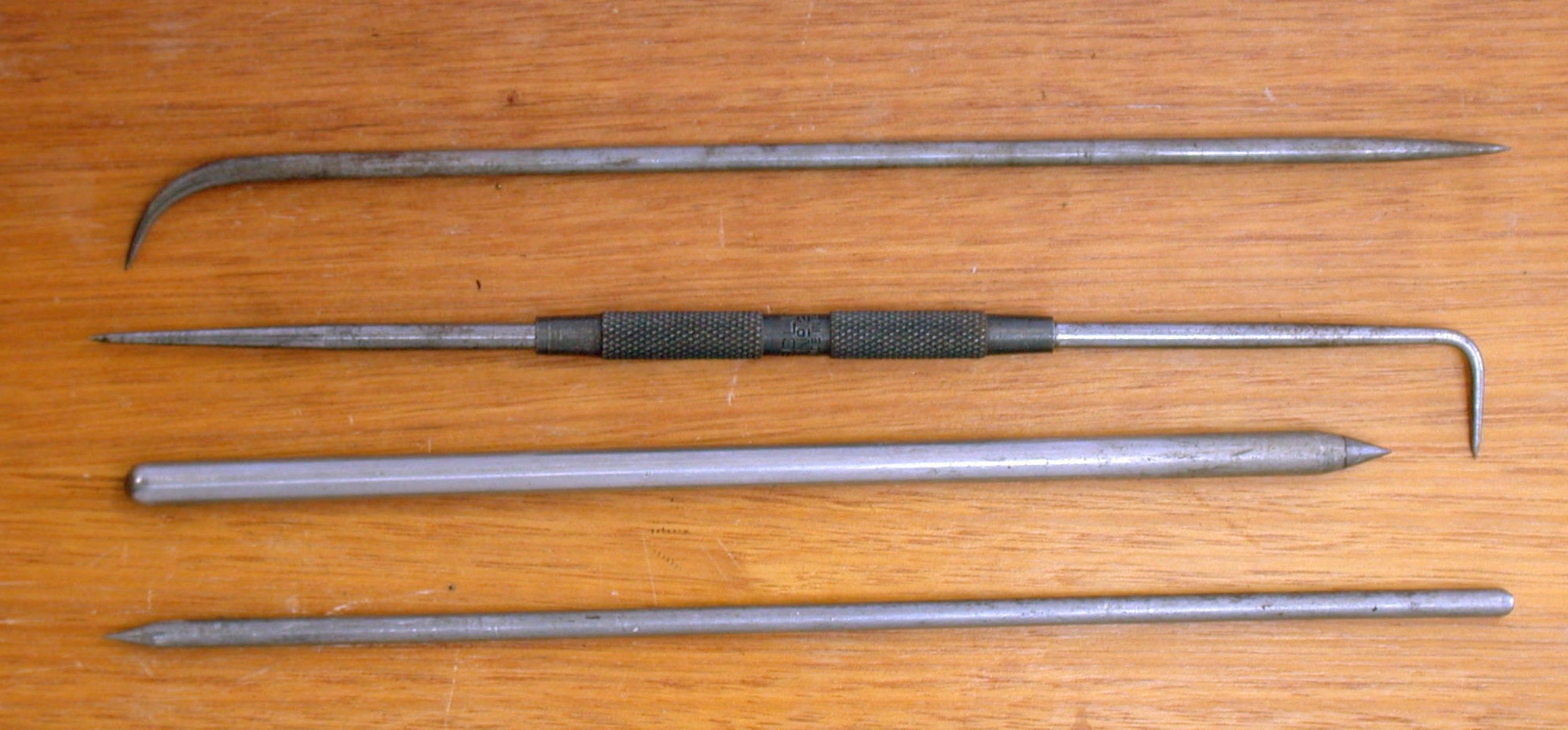
Набір рисувалок для роботи з металом

Рисувалка — ручний інструмент, що служить для нанесення ліній (рисок) на розмічувану поверхню, за допомогою лекала, лінійки, косинця або трафарета. Виготовляють рисувалки з вуглецевої сталі У10 або В12. Широко застосовують три види рисувалок: круглу, з відігнутим кінцем на 90° і зі вставною голкою. Кругла рисувалка — це сталевий стрижень завдовжки 100—200 мм і діаметром 4—5 мм, один кінець якого загартований на довжину 20—30 мм і загострений під кутом 15°, а інший зігнутий у кільце діаметром 25—30 мм. Рисувалка є складовою рейсмуса.